# Cañal
Cañal es una entidad de población española del municipio de Pelayos, perteneciente a la provincia de Salamanca, en la comunidad autónoma de Castilla y León.

## Historia
Hacia mediados del siglo XIX, el lugar, ya por entonces perteneciente al municipio de Pelayos, era referido como una alquería. Aparece descrito en el quinto volumen del Diccionario geográfico-estadístico-histórico de España y sus posesiones de Ultramar de Pascual Madoz con las siguientes palabras:

CAÑAL: alq. agregada al ayunt. de Pelayos (1/2 leg.), en la prov. y dióc. de Salamanca (6), part. jud. de Alba de Tormes (4). aud. terr. y c. g. de Valladolid (24): sit. en un llano, con clima saludable, y combatida por todos los vientos. Tiene una sola casa, y junto á ella fuentes de buena agua. Confina N. con térm. de Galinduste; E. con la ald. Iñigo Blanco; S. Jala, y O. Pelayos. El terreno es de buena calidad; le atraviesa un arroyuelo que desagua en el r. Tormes, y tiene un pedazo de monte encinar que mantiene 120 cebones y 480 camperos. prod.: bellota, y ademas del ganado espresado, lo hay merino y vacuno que es el mas preferido. La pobl. y riqueza va incluida en el art. de Armenteros.
(Madoz, 1846, p. 484)

En 2023, la entidad singular de población de Cañal tenía empadronados 2 habitantes, todos ellos en diseminado.